# Lilián Saba
Lilián Esther Saba (Adolfo Gonzales Chaves, 28 de septiembre de 1961)
es una pianista y compositora argentina.

## Biografía
Nació en el pueblo de Adolfo Gonzales Chaves (provincia de Buenos Aires), de 8000 habitantes.
Vivió su infancia y adolescencia en el cercano pueblo de Benito Juárez ―a unos 400 km al suroeste de la ciudad de Buenos Aires―, donde aprendió a tocar el piano.
Allí conoció al sacerdote y músico Osvaldo Catena (1920-1986, cocreador de la Misa criolla con el pianista Ariel Ramírez), quien influyó definitivamente en su vocación por la música a temprana edad. Cuando terminó la escuela secundaria se mudó a estudiar a la ciudad de Buenos Aires. Ingresó en el Conservatorio Nacional de Música Carlos López Buchardo y en la Escuela Nacional de Danzas.
Posteriormente estudió Armonía y Composición en clases particulares con el músico y pianista Manolo Juárez (1937-2020).
En su actividad artística se ha presentado como solista en diferentes teatros y ciclos musicales de la Argentina, ha actuado en calidad de arregladora y de pianista invitada en recitales y grabaciones de las más relevantes figuras del medio y ha sido nominada y distinguida en numerosas oportunidades.
En 1989, Manolo Juárez la convocó para ejercer como docente en el Área de Folklore de la Escuela de Música Popular (en la ciudad de Avellaneda, en el sur del Gran Buenos Aires), dependiente de la Dirección de Enseñanza Artística de la Provincia de Buenos Aires.
En 2004 fue convocada por el guitarrista y compositor Juan Falú (1948-) para ejercer como docente en la carrera de Tango y Folklore del Conservatorio Municipal Manuel de Falla de la ciudad de Buenos Aires.
Simultáneamente dicta cursos de perfeccionamiento musical para estudiantes avanzados y docentes de música de distintos lugares del país, referidos a la temática de la música popular argentina de raíz folclórica.
En enero de 2010 la Cancillería argentina la invitó ―en el marco del Encuentro de Cancilleres de Japón y Argentina― a participar del Simposio Cultural Japón Argentina celebrado en la Casa Cultural Internacional de la ciudad de Tokio (Japón).
En noviembre de 2015 realizó un Tributo a Bill Evans: Lilián Saba y músicos invitados, con Facundo Guevara (percusión), Horacio Mono Hurtado (contrabajo) y Quique Sinesi (guitarra) en el Festival Buenos Aires Jazz.
El 30 de noviembre de 2015, la pianista juarense recibió el premio del Fondo Nacional de las Artes.

## Discografía

### Álbumes propios
- 1993: Lilián Saba

Lilián Saba: piano, teclados, composición y arreglos musicales. Participación especial de Manolo Juárez, Raúl Carnota, Litto Nebbia, Silvia Iriondo, Laura Albarracín, el percusionista Rodolfo Sánchez (1945-2012), Marcelo Chiodi, Roberto Calvo, José Luis Belmonte, Andrés Serafini y Oscar Giunta.
Discográfica Melopea.
- 1997: Camino abierto

Lilián Saba: piano, composición y arreglos musicales. Participación especial de Carlos Rivero, Nora Sarmoria, Rodolfo Sánchez, Ángel Palacios, Oscar Alem, Marcelo Chiodi, José Luis Belmonte, Facundo Guevara y Ángel Bonura.
Discográfica independiente. Distribuye Gobi Music.
- 1999: La bienvenida

Lilián Saba: edición en CD de su primer trabajo discográfico y otras grabaciones (1993-1998).
Discográfica independiente. Distribuye Gobi Music.
- 2003: Malambo libre

Lilián Saba: piano, composición y arreglos musicales. Participación especial: Sara Mamani, Carlos Aguirre, Marcelo Chiodi, Colo Belmonte, Alan Ballán, Germán Gómez, y los percusionistas Rodolfo Sánchez y Juancho Perone.
Discográfica independiente. Distribuye: Gobi Music.

### Producciones compartidas

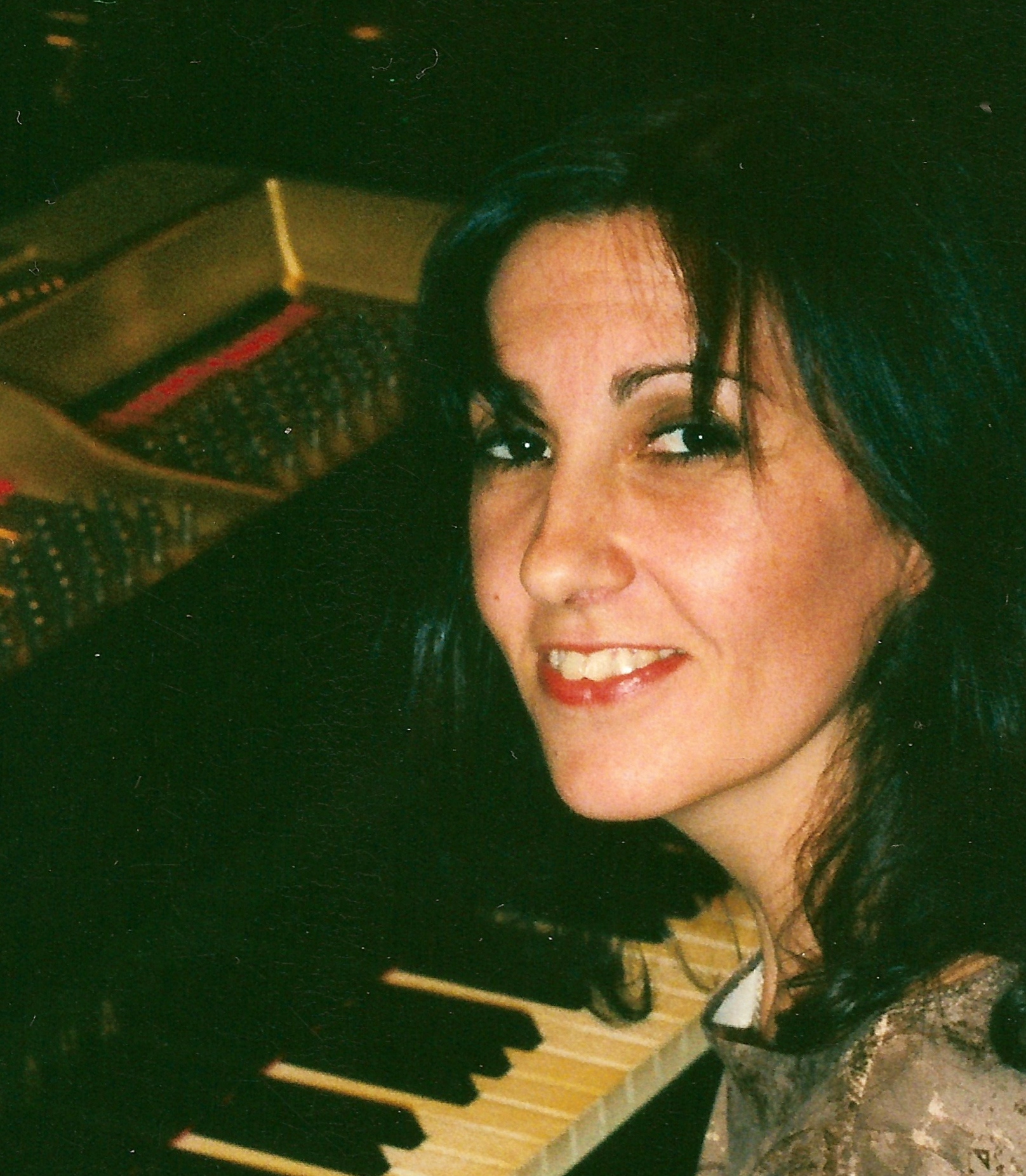
Lilián Saba al piano, en 2006.

- 2001: Sonideras. En dúo con la pianista Nora Sarmoria.

Discográfica independiente. Distribuye Gobi Music.
- 2001: Pequeñas alegrías. En colaboración con el guitarrista Samy Mielgo y el violinista Quique Condomí.

Discográfica Llajta Khuyaj. Distribuye Acqua Récords.
- 2008: Raras partituras (folklore): grabado en vivo en la Biblioteca Nacional. Con Juan Quintero, Coqui Ortiz, Horacio Castillo y Julio Ramírez.

Discográfica EPSA Music

## Participaciones
- 1985: Cantata Auca-Nahuel, de Juan Carlos Maddío y Rubén Boggi. Grupos Ayuntay y Añoranzas. Realiza los arreglos musicales.

Discográfica Sonotrón.
- 1993: Contrafuego. Raúl Carnota Cuarteto.

Discográfica Melopea.
- 1995: Río de pájaros, de Silvia Iriondo.

Discográfica DBN.
- 1996: Laura Albarracín, de Laura Albarracín.

Discográfica La Contumancia. Reeditado por EPSA Music.
- 1998: Retratos sonoros: homenaje a Oscar Alem.

Discográfica CONABIP. Secretaría de Cultura de la Nación.
- 1998: Retratos sonoros: homenaje a los Hermanos Ábalos.

Discográfica CONABIP. Secretaría de Cultura de la Nación.
- 1998: Espacio virgen, de Nora Sarmoria.

Discográfica independiente.
- 1998: Mi sangre ta’ alborotá, de Claudia Salomone.

Discográfica independiente.
- 1998: Canción estampa. Compilado de temas de esta colección. Dirección Artística: Guillo Espel.

Discográfica Grupo Editorial Lagos.
- 1999: Vidala de la copla, de María José Albaya.

Discográfica Redondel.

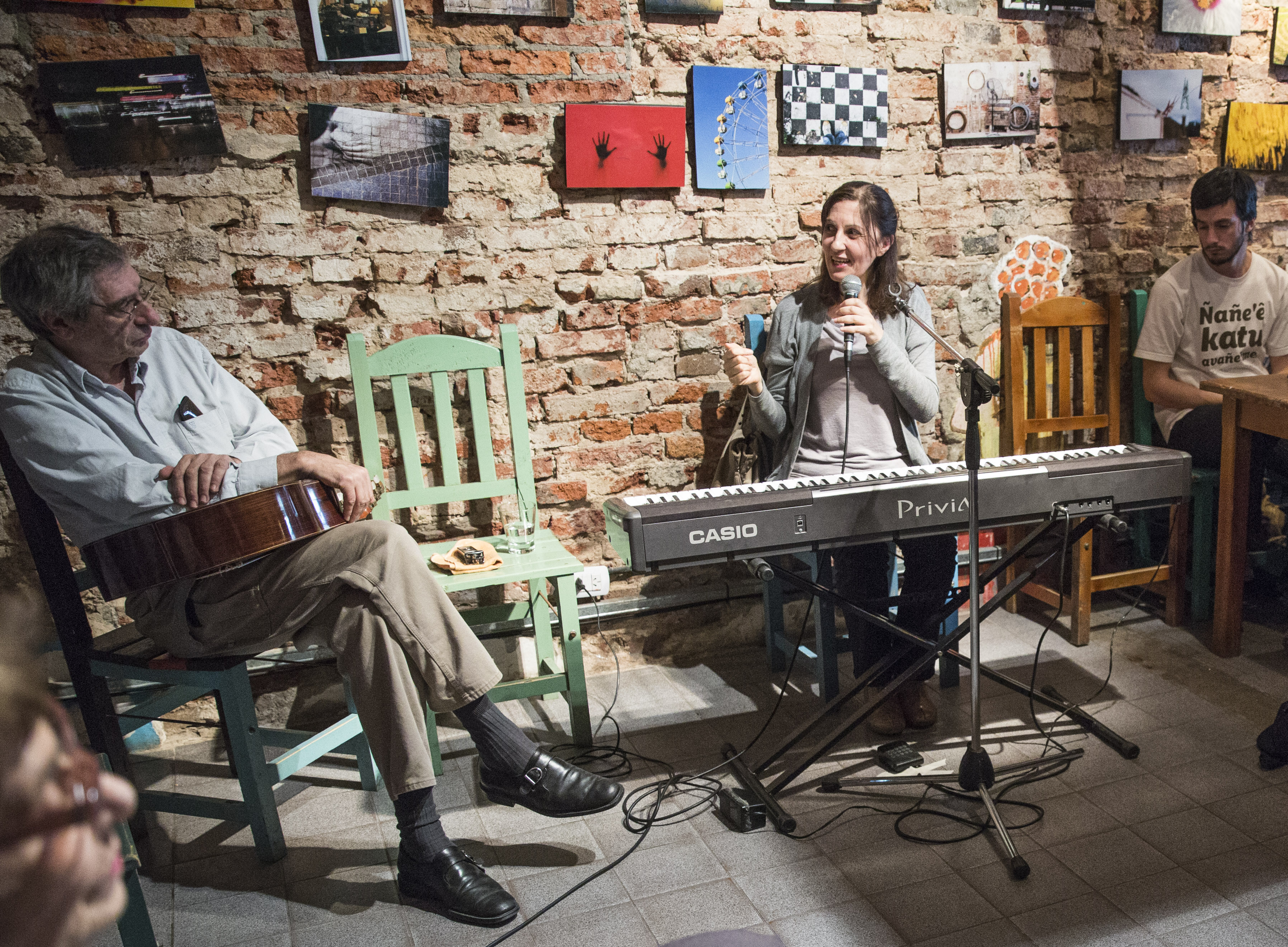
La pianista Lilián Saba y el guitarrista Juan Falú en la ciudad de Resistencia (provincia del Chaco), el 27 de agosto de 2015.

- 1999: Chany Suárez y el amor..., de Chany Suárez.

Discográfica B&M.
- 1999: Lorena canta al Cuchi, de Lorena Astudillo.

Discográfica Independiente.
- 1999: De aquí en más, grabaciones en vivo de artistas que participaron en el ciclo. Coordinación Artística: María José Albaya y Guillo Espel.

Asociación La Scala de San Telmo.
- 2000: Dentro del silencio, de Luna Monti.

Discográfica independiente.
- 2001: El cielo, de Osvaldo Burucuá.

Discográfica P. A. I.
- 2001: Aromando coplas, del grupo Albahaca.

Discográfica independiente.
- 2003: Eco de ausencia, de Myriam Cubelos.

Discográfica Shagradā Medra.
- 2003: Ojos de agua, de Lorena Astudillo.

Discográfica independiente.
- 2003: Tierra que anda, de Silvia Iriondo.

Discográfica Los Años Luz.
- 2005: Tierra que anda, de Silvia Iriondo; producción artística: Egberto Gismonti.

Discográfica Carmo (Brasil) - ECM (Alemania).
- 2005: Rabia al silencio, homenaje a Atahualpa Yupanqui.

Discográfica YASS, Sonidos con Identidad. Distribuidora Acqua Récords.
- 2005: Mal de amores, de Mariana Grisiglione.

Discográfica MDR Récords.
- 2006: Pequeños testigos, de la Negra Chagra.

La Trastienda.
- 2006: Ojos negros, de Silvia Iriondo.

Discográfica EPSA Music.
- 2007: El río bajo el río, de Marita Londra.

Discográfica B&M.
- 2007: Retrospectiva, de Raúl Carnota.

Discográfica Acqua Récords.
- 2007: Tras de una larga ausencia, de Lorena Astudillo.

Discográfica Imaginary South Récords.
- 2008: Mosaico, de Germán Gómez.

Discográfica P. A. I.
- 2008: Igual a mi corazón, de Liliana Herrero.

Discográfica SONY-BMG y LFQ Music.
- 2008: Con esa luz (tributo a Carmen Guzmán), de Chany Suárez.

Discográfica Independiente.
- 2008: Juancho Perone en vivo en el Parque España, de Juancho Perone.

Discográfica Ediciones Musicales Rosarinas.
- 2008: Buscando Abajo, de Carlos Zurdo Álvarez.

Discográfica P. A. I.

## Distinciones y nominaciones

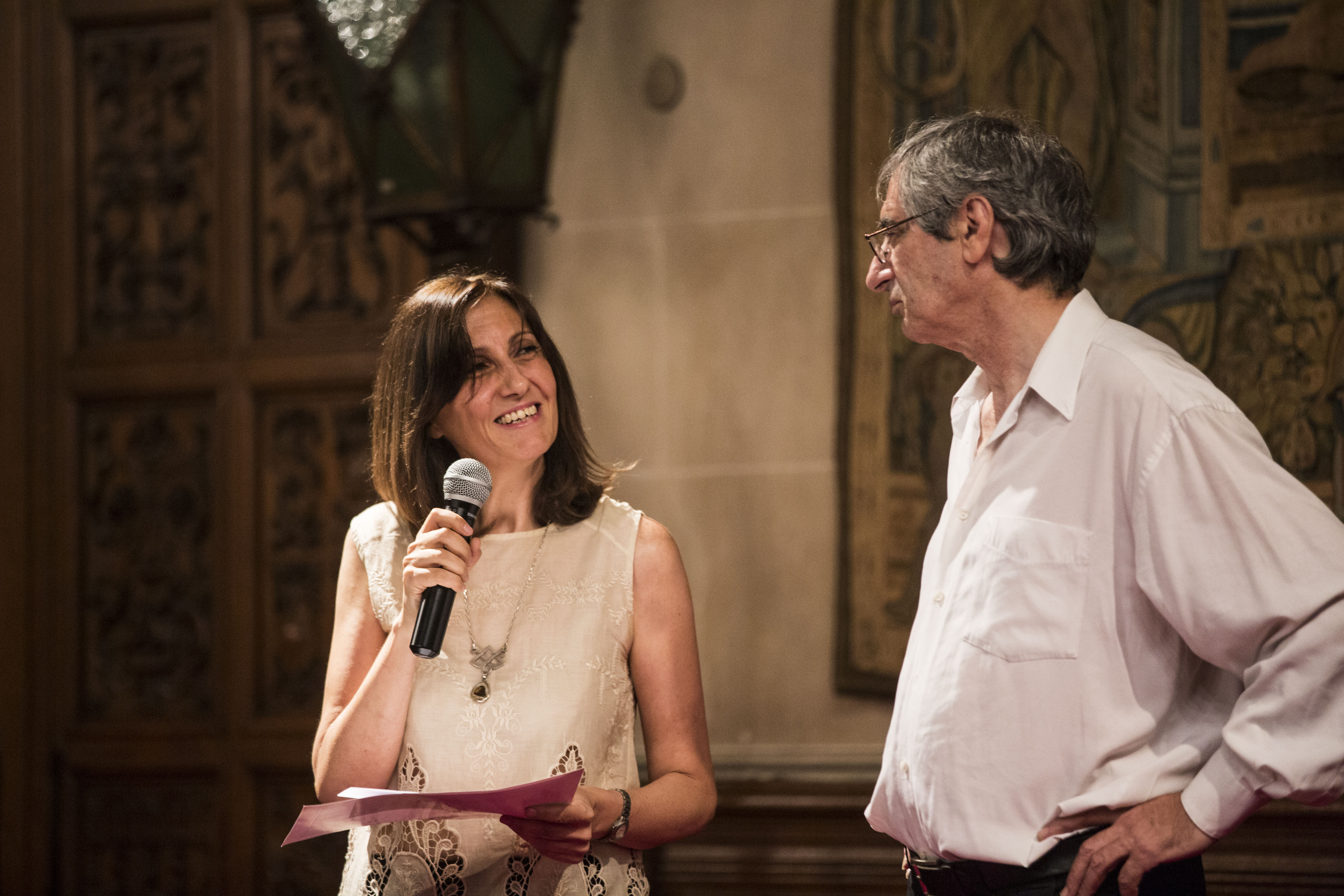
En noviembre de 2015, la pianista Lilián Saba recibió el premio Fondo Nacional de las Artes 2015. En la fotografía, con el guitarrista Juan Falú.

- 1995: premio Trimarg por su primer trabajo discográfico, otorgado por la Tribuna de Música Argentina, dependiente de la UNESCO.[2]
- 1995: representa a Argentina en la TRIMALCA (Tribuna de Música de América Latina y el Caribe).[2]
- 1996: representa a Argentina en la Tribuna Mundial de Francia.[2]
- 1996: es declarada embajadora cultural de la ciudad de Benito Juárez por el Concejo Deliberante de Benito Juárez.
- 1996 (septiembre): la Cámara de Diputados de la Provincia de Buenos Aires la elige «Mujer bonaerense 1996» en el Área de Cultura.
- 2001: segundo premio en los Premios Regionales organizados por la Secretaría de Cultura de la Nación por su obra Malambo libre.
- 2001: el álbum Sonideras, compartido con la pianista Nora Sarmoria, es distinguido por el Premio Clarín como «mejor disco de folklore del año».
- 2002: recibe el Premio Clarín «revelación de folklore» junto al violinista Quique Condomí y el guitarrista Samy Mielgo por el álbum Pequeñas alegrías.
- 2002: el álbum Pequeñas alegrías es nominado a los Premios Gardel de la Música.
- 2003: el Fondo Nacional de las Artes le asigna la «Beca nacional en la especialidad Expresiones Folklóricas».
- 2003: es nominada a los Premios Clarín como «revelación de folklore» y «figura de folklore».
- 2004: es distinguida como «Mujer Destacada en el Área de Cultura» por la UCR de la ciudad de Benito Juárez (provincia de Buenos Aires).
- 2004: la Tribuna de Música Argentina, dependiente de la UNESCO, vuelve a otorgarle el premio TRIMARG, esta vez por su álbum Malambo libre.[3]
- 2015: premio del Fondo Nacional de las Artes.[6]
- 2025: Premio Konex - Diploma al Mérito por su trayectoria como Autora/Compositora en la última década.[8]